# Храм Христа Спасителя (Самара)
Храм Христа Спасителя — несохранившийся кафедральный собор Самарской епархии Русской православной церкви, находившийся в Самаре.
Построен в 1869—1894 годах, представлял собой храм на 2500 человек, выполненный в неовизантийском стиле, ставший, по оценкам некоторых специалистов, основоположником целого ряда православных храмов подобного типа: пятиглавых с высокой колокольней, объединявших характерные черты византийского и русского стилей архитектуры. Строительство велось на пожертвования жителей губернии, в основном купечества, а также за счёт средств Самары. Являлся усыпальницей самарских епископов.
Был кафедральным собором Самарской епархии с момента освящения в 1894 году и до 1928 года, когда кафедра была перенесена, так как собор контролировался деятелями обновленческого раскола. В 1930 году собор был закрыт, проекты перестройки здания в дворец культуры были отвергнуты, после чего началась разборка храма, в том числе с помощью взрывов, на стройматериалы. К середине 1932 года собор был уничтожен, спустя ещё несколько лет на его месте был построен дом культуры, в котором находится Самарский театр оперы и балета.
В начале XXI века ряд церковных и политических деятелей Самарской области выступили с идеей восстановления собора на прежнем месте, однако предложение не находит поддержки властей и специалистов в области архитектуры.

## Предыстория
В 1851 году была создана Самарская епархия. Первый самарский епископ Евсевий (Орлинский) по прибытии в Самару постановил, что кафедральным собором новой епархии станет Вознесенский храм. Однако он не вполне соответствовал новому статусу, и епископ предложил построить новый собор. Начинание было поддержано, уже в 1853 году на утверждённом Николаем I генеральном плане застройки Самары было указано место для будущего строительства. Место было выбрано на возвышении, чтобы собор господствовал над городом. Генеральным планом предполагалось, что собор будет расположен в центре города, однако Самара росла медленно, и ещё несколько десятилетий будущая соборная площадь находилась на самой окраине города. Даже в 1887 году публицист и литературный критик Н. В. Шелгунов писал: «Она [Самара] строит собор почти на окраине (громадный собор стоит на громадной площади, более похожей на степь), она строит театр за городом, видимо рассчитывая, что тут-то и будет со временем центр. А шириться она, как видно, хочет ещё долго».
Однако средств для начала строительства Самара не могла найти долгое время. Неоднократные обращения самарского духовенства к властям о необходимости возведения нового собора оставались без ответа. Только спустя 13 лет, в 1866 году, делу был дан ход при следующих обстоятельствах. Очередное ходатайство самарского епископа Герасима (Добросердова) было направлено 4 апреля 1866 года. По совпадению, в тот же день состоялось неудачное покушение Дмитрия Каракозова на императора Александра II, после которого по стране прокатилась волна патриотических и монархических выступлений и акций. По инициативе самарского губернатора Б. П. Обухова городское общество Самары единогласно приняло верноподданническое обращение к императору:

«… желая увековечить память счастливого избавления своего ЦАРЯ, Городское общество постановило: воздвигнуть в г. Самаре кафедральный Собор во имя Спасителя, с приделами: в честь Ангела ВАШЕГО, Св. Благоверного Великого Князя Александра Невского и в честь чтимых церковью Святых, 4 Апреля.

Этот храм веры, надежды и любви да будет вечным памятником несокрушимых уз, связующих русский народ с его Государем; более прочный, чем жизнь целых поколений; да служит он нашим потомкам живым свидетельством Божественного покровительства нашему возлюбленному Отечеству и неразрывно связанному со счастием его, всему Августейшему Дому. Да укрепляет он в наших внуках и правнуках те же верноподданнические чувства, которыми ныне тверда и несокрушима Россия»— Алабин, 1894
Высочайшее соизволение на это ходатайство последовало уже 9 апреля, и 17 апреля 1866 года, в день рождения Александра II, в присутствии губернатора преосвященный Герасим с крестным ходом прошёл к выбранному для строительства месту и освятил его.

## Подготовительные работы
Сразу по освящении места для храма приступили к сбору пожертвований на его строительство, начало было положено городским обществом Самары, внёсшим 15 тысяч рублей. Была открыта подписка по всей территории Самарской губернии, благодаря которой к маю 1869 года было собрано уже 39 тысяч рублей.
Для дальнейшего сбора средств и производства работ был создан специальный строительный комитет под председательством епископа Герасима и губернатора Б. П. Обухова, в который вошли известнейшие горожане: городской голова В. Е. Буреев, купцы Е. Н. Шихобалов, П. М. Журавлёв, И. М. Плешанов, А. М. Горбунов, А. Е. Надысев, протоиерей Халколиванов, коллежский советник А. А. Громов, губернский архитектор М. Д. Муратов и соборный ключарь протоиерей Кротков. В дальнейшем по выходе из членов комитета его казначея И. М. Плешанова эту должность занимали губернский предводитель дворянства А. Н. Чемодуров и позднее городской голова М. И. Назаров, а со сменой руководства губернией сопредседателем стал новый губернатор Г. С. Аксаков.
Тем временем шла расчистка места под соборную площадь и составление проекта будущего собора. В мае 1866 года губернатор распорядился освободить от построек всю ту площадь, которая предполагалась под строительство генеральным планом 1853 года. Оказалось, что под собор должно отойти четыре жилых квартала города, на которых располагалось 102 усадебных места. Решением министерства внутренних дел 47 владельцев участков получили под усадьбы землю в иных местах, 18 владельцев получили денежную компенсацию. Ещё 37 владельцев, как выяснилось, получили подобную компенсацию ранее, но так как многие продолжали проживать на прежнем месте — их выселили в принудительном порядке. Были и примеры обратного: известный самарский благотворитель, купец И. М. Плешанов передал для строительства принадлежащий ему участок безвозмездно. Кроме того, он выкупил по соседству ещё несколько участков, принадлежащих малообеспеченным горожанам, и также пожертвовал их.
Первоначально предполагалось построить храм по образу и подобию недавно достроенного кафедрального собора в Вятке. Для детального ознакомления с храмом и приобретения его чертежей в Вятку был направлен губернский архитектор М. Д. Муратов. Однако подготовленный им проект Самарское городское общество сочло непригодным: размеры Вятского храма не соответствовали ожидаемым потребностям Самары. Архитектору было предложено увеличить размеры храма вдвое, однако и новый проект не удовлетворил ни сообщество, ни лично императора как «не выдерживающий художественной критики». Александр II поручил заняться разработкой проекта будущего храма министерству внутренних дел, которое привлекло для этих целей петербургского профессора архитектуры Э. И. Жибера. Жибер и разработал план одноэтажного храма вместимостью до 2500 человек, который 11 апреля 1869 года был утверждён императором. 

## Строительство
25 мая 1869 года, в день второй годовщины ещё одного покушения на Александра II, после молебна в Иверском женском монастыре в присутствии нового самарского губернатора Г. С. Аксакова и городского головы Самары В. Е. Буреева состоялась торжественная закладка храма.

Строительный комитет наладил производство кирпича на специально устроенном на городской земле заводе, занимался вывозом из городских каменоломен бутового камня, бесплатно предоставленного городом, проводил земляные работы для кладки фундамента храма, в ходе которых было вынуто около 1900 кубических саженей грунта. Наблюдение за постройкой комитет возложил на одного из своих членов, губернского архитектора М. Д. Муратова, но в 1870 году Муратов получил назначение в другую губернию и оставил надзор за постройкой собора, успев построить лишь фундамент.
В 1871 году в Самаре было принято новое городовое положение, по которому с февраля этого года строительство храма было передано в ведение созданной городской думы. 18 мая 1871 года Дума избрала особую комиссию, которой было поручено, «заведуя самостоятельно постройкою храма, принимать все дозволенные законом меры к увеличению строительного капитала, — собирать добровольные пожертвования и тому подобное».
Строителями собора дума назначила купцов Е. Н. Шихобалова, А. М. Горбунова, И. М. Плешанова, П. М. Журавлёва и А. Н. Шихобалова, однако в действительности долгое время делом собственно строительства занимался лишь Е. Н. Шихобалов, которому в 1872—1882 годах дополнительно помогал купец Ф. Е. Колодин. Остальные члены комитета содействовали строительству в основном привлечением необходимых денежных средств. После кончины Е. Н. Шихобалова 7 октября 1888 года городская дума возложила было дело продолжения строительства на А. Н. Шихобалова, определив ему в помощники П. М. Журавлёва, Г. И. Курлина, И. М. Плешанова и Д. В. Кирилова. Однако Журавлёв, Плешанов и Кирилов по болезни отказались принять на себя такие обязанности, в результате заканчивал строительство храма комитет под председательством городского головы П. В. Алабина в составе А. Н. Шихобалова и Г. И. Курлина.
При переходе дела сооружения храма в ведение городской думы также перешло 417 рублей наличных денег, заготовленного кирпича 1 227 155 штук, 76 кубических саженей бутового камня, 4240 погонных саженей тёсаного цоколя, 218 погонных саженей ступенного цоколя, три кирпичных сарая, но главное — был готов фундамент под собор. Он был выложен сплошной массой, но в нём были устроены перекидные арки, не предусмотренные первоначальным проектом. Изучение особенностей грунта не производилось, и уже при строительстве выяснилось, что песчаный грунт требует подобного рода дополнительного укрепления. Арки образовывали склеп, позволивший в дальнейшем в нижней части здания устроить особый храм с подземной усыпальницей.
Решением думы новым надзирающим архитектором строительства стал городской архитектор Теплов, которому за исполнение этого поручения полагалась прибавка к жалованью в 1000 рублей в год. Однако Теплов состоял в должности лишь до мая 1873 года. Его последовательно сменяли архитекторы Н. Я. Марфин (до марта 1877 года), Ю. К. Бем (до марта 1878), Л. А. Редер (по октябрь 1879), гражданский инженер Я. В. Кривцов (с ноября 1879 по июнь 1881), губернский архитектор А. И. Фёдоров. Привлекаемые для наблюдения архитекторы не всегда добросовестно относились к дополнительно возлагаемым на них обязанностям и обычно имели множество других проектов и дел.
Строительство храма шло медленно, прекращаясь в зимнее время. Это благоприятно сказывалось на качестве строительства: возведённые части здания хорошо просыхали, производили надлежащую осадку, кирпичная кладка с раствором крепла практически до монолитного состояния.
29 августа 1871 года Самару и строительство собора посетил император Александр II, он собственноручно уложил камень в строящийся храм. Такие же камни были уложены цесаревичем Александром Александровичем и великим князем Владимиром Александровичем. Впоследствии эти три камня были покрыты стеклом и обложены бронзовой рамой. Рядом с ними в особом ковчеге хранились инструменты, которыми император с сыновьями пользовались при заложении камней.
В 1882 году, следуя установленному МВД порядку, строительство было приостановлено с целью проведения освидетельствования сооружения собора, так как «в таком монументальном деле необходима большая осторожность». Комиссия в составе представителей строительного отделения губернского правления, городского головы, строителей собора и городского техника осмотрела сооружение и составила акт, из которого следовало, что работы ведутся удовлетворительно, имеются лишь некоторые неправильности в выступах и углах, не влияющие на прочность здания. Однако же было отмечено, спустя тринадцать лет с начала строительства, что при постройке нет никакой системы вообще, и необходимо, чтобы на строительстве непременно находился постоянный архитектор, который составил бы детальные чертежи собора и провёл бы необходимые математические расчёты его устойчивости.

Было принято решение продолжать строительство только тех частей храма, которые не имеют существенного влияния на общую устойчивость здания. Губернский архитектор Фёдоров оставил надзор за строительством в 1883 году, его место в августе того же года занял городской архитектор гражданский инженер К. Д. Гордеев. Он составил математический расчёт степени устойчивости сооружения, но городская управа обратилась к директору института гражданских инженеров Бернгарду, с просьбой перепроверить расчёты и осмотреть строительство в натуре, однако тот отказался от подобной работы.
К этому времени строительство дошло до основания барабана главного купола, своды, покрывающие собор были сведены ещё ранее, в 1883—1884 годах. Всеми признавалась необходимость перед возведением купола проверить устойчивость уже построенных частей храма и их прочность, особенно пилонов под главным куполом. Ситуация осложнялась конфликтами между надзирающими архитекторами и подрядчиком каменных работ Марковым, который, не считаясь с их авторитетом, попросту игнорировал их требования и действовал совершенно самостоятельно. Лишь изредка архитекторам удавалось настоять на необходимости следования утверждённому плану.
Вновь обратились к профессору Жиберу, хотя это и обошлось в лишние 3100 рублей. Тот осмотрел собор и в конце мая 1885 года на заседании городской думы представил результаты своего исследования. По его заключению, отсутствие надлежащего архитектурного надзора привело к тому, что храм сооружался без исследования свойств грунта, без расчётов устойчивости и прочности частей здания и даже без рабочих чертежей, руководствуясь единственно утверждённым проектом. Несмотря на это, и здание, и фундамент строились правильно и прочно, кладка велась с полной аккуратностью настоящим мастером своего дела, даже при отсутствии необходимых детальных чертежей. Опасения о возможной неустойчивости или непрочности уже построенной части храма не имели никаких оснований. Однако дальнейшее продолжение строительства в силу особенной серьёзности требовали постоянного присутствия архитектора. Жибер нашёл возможным продолжить строительство под надзором местных архитекторов, также предложив доставить в Петербург подробные чертежи строительства и образцы строительных материалов, использованных при сооружении собора, чтобы он мог исследовать их доброкачественность и провести необходимые математические расчёты.
После этого выступления, 30 мая 1885 года строительство было продолжено. Детальные чертежи были составлены с натуры архитектором Станеком и отправлены Жиберу, в марте 1886 года он прислал свои математические расчёты и рекомендации по мерам, необходимым для завершения строительства. 13 августа 1886 года было окончено строительство соборной колокольни высотой в 35 саженей. 30 августа 1886 года, в день празднования 300-летия Самары, самарское духовенство с крестами и хоругвями совершило крестный ход от действующего Вознесенского собора к строящемуся храму, у которого был совершён молебен и колокольня которого была окроплена святой водой.
В 1887 году после очередного обследования строительства, проведённого строительным отделением губернского правления, началось возведение главного купола. Для этого из Москвы были выписаны специальная машина по изготовлению пустотелого кирпича и мастер для работы на ней. Для облегчения главного купола требовалось до 35 тысяч штук подобного кирпича. К 6 августа 1887 года купол был окончен, 22 октября епископом Серафимом на него был водружён крест. Бронзовые позолоченные кресты для главного купола и колокольни были изготовлены в Москве товариществом А. М. Постникова. Крест главного купола имел высоту 9 аршин, ширину — 6 аршин, толщину — 3 вершка и обошёлся в 2920 рублей. Крест на колокольне был на полвершка у́же и обошёлся в 2800 рублей.
В сентябре 1888 года вновь сменился архитектор, надзирающий за строительством, временно им стал техник И. П. Куроедов.
Городское управление приступило к составлению полного плана собора, внутренней штукатурке, обустройству отопления, вентиляции и окон в главном куполе. По просьбе городской управы составление плана внутренней отделки храма взял на себя профессор Жибер, отоплением и вентиляцией занималось товарищество профессора Лукашевича. Разработанный Лукашевичем план был признан целесообразным и осуществимым, но дорогим, поэтому он был выкуплен за 500 рублей и поручен купцу Кремневу, согласившемуся обустроить отопление и вентиляцию за 19 тысяч рублей. Жибер составил и передал городской думе два проекта внутренней отделки храма с иконостасами, сопроводив их пояснительными записками, сметами, живописными эскизами. Оба проекта, по оценке члена строительной комиссии, городского главы Самары П. В. Алабина, были хороши, и выбрать лучший было достаточно затруднительно. Один был разработан в чисто византийском стиле, внутренность храма предлагалось покрыть изображениями священных событий, иконами, орнаментами, надписями на золотом фоне. Другой проект был выполнен в светлых тонах, производивших впечатление «чего-то свежего, живого». Стены и прочие внутренние части храма предлагалось покрыть лепными украшениями, а иконостас сделать майоликовым. Также Жибер представил два варианта внутренней отделки и нижнего храма, выполненных в тех же стилях.
Комиссия по постройке храма остановилась на византийском стиле, предложив этот проект на утверждение городской думой 28 марта 1889 года. Предлагалось из-за высокой стоимости проекта осуществлять его не одномоментно, а по частям, по мере поступления достаточных денежных средств. Начать предлагалось с главных элементов проекта: обустройства иконостасов и изображений четырёх евангелистов в парусах главного купола. Кроме того, комиссия предлагала внести некоторые изменения в проект Жибера: резной золочёный иконостас предлагалось заменить майоликовым, написав для него иконы в том же византийском стиле, полы сделать плитные, за исключением возвышенностей перед иконостасами, которые должны были быть отделаны чёрным и светлым мраморами.
Представляя думе соображения строительной комиссии, П. В. Алабин также сообщил, что на двух западных пилонах главного купола появились трещины, о которых было телеграфировано профессору Жиберу, но тот без личного осмотра никаких соображений высказать не смог. Предлагалось приостановить все капитальные работы до приезда Жибера. 9 апреля 1889 года Жибер вновь приехал в Самару, совместно с городским архитектором А. Щербачёвым он два дня изучал повреждения строящегося здания, после чего дал последнему подробные указания, какие меры необходимо предпринять по случаю произошедших повреждений, а также просил сделать точные чертежи и снимки всех подобных трещин, чтобы он мог выработать указания по предотвращению подобного в дальнейшем.
Городская дума не удовлетворилась заключением Жибера и пригласила для осмотра собора инженер-архитектора Кильвейна, устранявшего повреждения в строившемся соборе в Нижнем Новгороде, и, возможно, других специалистов, по усмотрению городской управы. Было решено приостановить все дальнейшие работы в соборе до получения заключения строительно-технического комитета министерства внутренних дел, в который передавались все материалы и мнения экспертов.
Свои заключения по поводу трещин представили строительное отделение губернского правления: «обнаруженные повреждения серьёзной опасности собою не представляют»; инженер-архитектор Кильвейн: «трещины не угрожают опасностью зданию и закладывать пролёты в пилонах или прибегать к другим капитальным мерам не следует, если после ослабления кружал не окажется увеличения трещин»; академик В. И. Шервуд, строитель исторического музея в Москве; М. Н. Чичагов, автор многих театральных зданий, инженер Б. У. Савримович — главный инженер Оренбургской железной дороги, с несколькими инженерами путей сообщения — никто не придавал особого значения появившимся трещинам. 26 июня 1889 года Алабин просил губернатора ходатайствовать перед строительно-техническим комитетом МВД о продолжении строительства, МВД согласилось командировать в Самару своего специалиста, однако, так как больше никаких работ в соборе в 1889 году проводить не предполагалось, и финансирования на это не было предусмотрено, то по просьбе городской управы инспекция МВД была перенесена на 1890 год.
Весной 1890 года собор был вновь осмотрен местным строительным отделением, которое нашло, что все повреждения остались прежних размеров. Прибывший в Самару тайный советник К. Я. Маевский, тщательно осмотрев сооружение собора, исследовав состояние железных связей, внутренней кладки пилонов, 162 маяка, сделанных на повреждениях, определив осадку частей здания, сделал вывод, что в продолжении строительных работ нет никакой опасности, однако они должны быть поручены опытному архитектору. Городская дума пригласила для этой работы архитектора А. А. Щербачёва за особое вознаграждение, он занимал этот пост до конца строительства собора.

## Отделочные работы
Ускорению работ по отделке собора поспособствовала кончина 11 января 1891 года самарского епископа Серафима, по его желанию похороненного в усыпальнице под нижним храмом недостроенного ещё собора. Городское управление решило немедленно приступить к отделке нижнего храма, которая не требовала больших затрат, план обустройства вентиляции и отопления также предусматривал возможность их обустройства только в нижнем храме. Предполагалось, что к годовщине кончины преосвященного Серафима над его могилой будет возможно отслужить заупокойную литургию.
Щербачёв составил проект иконостаса нижнего храма, который мастер Бычков быстро выполнил из светлого и тёмного дуба, с позолотой и резьбой. Полы были выложены жигулёвским известняком, стены были выбелены, но не расписаны, временно их покрыли приобретёнными и пожертвованными собору иконами, которых насчитывалось более 200, в том числе 12 больших. На колокольне были установлены 8 колоколов общим весом в 250 пудов, производства местного заводчика Буслаева. Церковная утварь частично была приобретена пожертвованиями, частично покупкою. Иконы для иконостаса были написаны на цинке в мастерской Сидорского в Санкт-Петербурге, а одна, икона святителя Алексия, митрополита Московского, была написана по поручению губернатора А. Д. Свербеева крестьянином села Утёвка Григорием Журавлёвым, от рождения не имевшим рук и ног, но писавшим образа, держа кисть в зубах. 7 января 1892 года епископ Самарский и Ставропольский Владимир (Богоявленский) освятил нижний храм во имя святителя Алексия, митрополита Московского, считающегося покровителем Самары. Над гробницей преосвященного Серафима была водружена большая икона Божией Матери «Трёх радостей» в серебряном окладе, завещанная покойным.
Однако на отделку верхнего храма по проектам Жибера у города не хватало средств. По приблизительным оценкам, на отделку храма и снабжение его всем необходимым для богослужения требовалось по одному проекту до 240 тысяч рублей, по другому — до 325 тысяч рублей. Город, бюджет которого был подорван эпидемией холеры, голодом и другими бедствиями, такую сумму выделить не мог. Новый городской голова Н. Г. Неклютин, возглавивший комитет по сбору средств, организовал подписку, позволившую собрать до 100 тысяч рублей, а также большой колокол весом в 880 пудов и стоимостью до 19 тысяч рублей. Колокол «Благовест» был отлит на заводе Финляндского в Москве на средства Д. В. Кирилова в память о спасении императорской семьи в железнодорожной катастрофе 17 октября 1888 года и был поднят на колокольню в октябре 1893 года.
На собранные и внесённые думой средства были обустроены полы в храме, крыльца и лестницы были выложены из жигулёвской плиты. Палехскому мастеру Белоусову было поручено по детальным рисункам и шаблонам, созданным Щербачёвым в стилистике проекта Жибера, расписать стены храма библейскими сюжетами, иконами, орнаментами в византийском стиле, а также написать 102 иконы для иконостаса — на дереве, на золотом чеканном фоне с эмалевыми каймами — и для горних мест — в том же стиле, но на цинковых досках. Мастер Бычков, также по рисункам Щербачёва, изготовил три липовых, резных, золочёных иконостаса, с шестью такими же клиросами, десятью висячими киотами на пилонах, двумя иконостасными киотами в нишах пилонов, тремя престолами, с кипарисными досками, тремя жертвенниками и шестью аналоями. Казанские мастера Лоскутов и Будылин по рисункам Щербачёва изготовили пять резных полированных наружных дверей из морёного дуба, три внутренних сосновых двери и четыре двери поменьше, также резные. Церковная утварь была заказана в Москве, частью бронзовая, золочёная с эмалью, частью серебряная, с эмалью. Были приобретены большое бронзовое золочёное с эмалью паникадило на восьми цепях, два малых паникадила, облачения на три престола с четырьмя чеканными золотом с эмалью иконами на каждом, большое Евангелие весом в 12 фунтов. Металлическая решётка на хоры и железные облачения входных дверей также были изготовлены по рисункам Щербачёва.
7 августа 1894 года на храм было воздвигнуто ещё десять позолоченных крестов к трём ранее установленным. Наконец, строительство, длившееся 25 лет, было окончено. 30 августа 1894 года епископ Самарский и Сызранский Гурий освятил главный престол собора в честь Воскресения Христова. Правый придел был освящён в честь святого благоверного князя Александра Невского, левый — в честь святых, чтимых церковью 4 апреля (некоторые источники указывают на отдельное выделение из их числа преподобного Иосифа Песнописца). В нижней церкви престол был освящён во имя митрополита Алексия.
В различных источниках собор именовался по-разному: Воскресенский собор, храм Христа Спасителя или даже по названию придела Александро-Невский храм. Собор стал самой знаменитой культовой постройкой в истории Самары.
Площадь, находящаяся перед храмом, стала называться Соборной (ныне Площадь Куйбышева). На ней вокруг собора со временем разросся обширный сад, ставший одним из любимых мест отдыха горожан.

## Финансирование
По первоначально составленной Муратовым смете на постройку собора вчерне требовалось 163 244 рубля. Созданный строительный комитет за годы своей деятельности собрал 45 624 рубля 75 копеек, из которых 15 тысяч было внесено городским обществом Самары. Из этой суммы было освоено 45 187 рублей 75 копеек. С переходом строительства собора в ведение самарской городской думы она и взяла на себя основные расходы по строительству. Бюджетное финансирование позволило осуществлять безостановочное продвижение строительных работ, хотя и с невысокими темпами строительства.
В 1886 году по предложению городского головы П. В. Алабина Дума утвердила создание особого комитета под его председательством. Комитет должен был заниматься исключительно сбором пожертвований. В его состав были выбраны: Е. Н. Шихобалов, А. Н. Шихобалов, Д. В. Кирилов, Н. Г. Неклютин, А. Д. Соколов, Н. Ф. Дунаев, Г. И. Курлин. Я. Г. Соколов, С. Г. Дьяков и А. И. Константинов. В период действия этого комитета было собрано 5470 рублей 17 копеек, из которых Д. Б. Кириловым — 2863 рубля 55 копеек — будучи директором общественного банка, он установил в нём кружку для сбора подношений. Сумма, собранная этим комитетом, была пущена на создание главного и колокольного крестов.

К 1891 году в комитете оставались лишь Алабин, А. Н. Шихобалов и Г. И. Курлин, вследствие чего городская дума, помимо последних двух, избрала в его состав новых членов: нового городского голову Н. Г. Неклютина, Д. В. Кирилова, Н. Ф. Дунаева, Я. Г. Соколова, С. Г. Дьякова, Н. Ф. Жижина, А. И. Шадрина, И. М. Плешанова, О. Б. Юрина, А. И. Егорова, С. М. Маликова и Н. А. Сидорова. Наконец, в 1893 году был избран новый комитет под председательством городского головы Н. Г. Неклютина, в который вошли А. Н. Шихобалов, Г. И. Курлин, Я. Г. Соколов, И. М. Плешанов, Д. В. Кирилов и А. И. Константинов. Комитет объявил подписку «между выдающимися в торговом мире лицами» на сбор средств для отделочных работ. Подписка, в том числе благодаря личному примеру головы, была достаточно успешной, принеся строительному комитету до 100 тысяч рублей, что позволило продолжить отделку собора. Значительно способствовал продолжению работ вклад купца Д. В. Кирилова, внёсшего 5 тысяч рублей наличными и колокол весом в 880 пудов и стоимостью до 19 тысяч рублей.
По данным П. Алабина, постройка собора обошлась в 517 906 рублей 7 копеек, из которых 145 797 рублей 12 копеек были собрано добровольными пожертвованиями, а остальная сумма внесена из городского бюджета самарской городской думой. В ряде современных источников затраты на строительство оцениваются в полтора миллиона рублей, однако без указания на источник данных.
Кроме непосредственно денежных средств на строительство жертвовали и различные предметы: ценные иконы, элементы церковной утвари, кирпич, дома и земельные участки. Сумма пожертвований в 145 797 рублей 12 копеек сложилась из следующих сборов:
- император Александр II пожертвовал 2000 рублей из сумм министерства государственных имуществ;
- подписка дворянского депутатского собрания принесла 2873 рубля 77 копеек;
- крестьянские общества губернии собрали 3144 рубля 94 копейки;
- в воинских частях Самарской губернии было собрано 215 рублей 85 копеек;
- духовенство Самарской епархии собрало 7325 рублей, в том числе откликнувшись на призыв архиерея[9]:

«В настоящее время здание собора в Самаре постройкою вчерне окончено. Между тем, на окончательную отделку храма требуется весьма значительная сумма. Ввиду сего, так как Кафедральный собор есть необходимый храм не для одного только епархиального города, а для всей Епархии, пригласить всех настоятелей церквей, церковных старост и прихожан, настоятелей и настоятельниц монастырей, а также и самые монастыри и церкви Епархии к доброхотным пожертвованиям»
- губернатор Б. П. Обухов пожертвовал 1800 рублей;
- на различных торжественных мероприятиях по случаю закладки храма, установки крестов и колоколов было собрано 1889 рублей;
- самарское купечество собрало большую часть остальной суммы: Д. В. Кириллов — 5000 рублей и ценный колокол стоимостью около 19 тысяч, его вдова пожертвовала ещё 10 тысяч рублей, И. М. Плешанов и А. Н. Шихобалов внесли по 10 000 рублей, В. А. Головачёв и И. М. Журавлев по 7000 рублей, Г. И. Курлин и Н. Г. Неклютин — по 5000 рублей, Е. И. Субботина — 4000 рублей, другие члены семьи Шихобаловых в разное время пожертвовали ещё 8 тысяч рублей.

## До Октябрьской революции
При открытии собора в нём служили В. В. Лаврский, соборный ключарь протоиерей С. А. Диомидов, протоиерей А. В. Терновский, священник И. В. Кедров, священник А. П. Сердобов, протодиакон П. А. Руновский. В дальнейшем из причта храма вышли два будущих епископа Русской православной церкви: Павел (Введенский) и Алексий (Орлов).
Первым ктитором собора стал один из виднейших его строителей, меценат Антон Шихобалов. За тринадцать лет своего ктиторства он истратил на украшение храма более шестидесяти тысяч рублей. Даже после его смерти в 1908 году его труды имели продолжение: в 1910 году храм был отремонтирован на средства жертвователя, сделавшего это в память А. Н. Шихобалова.
В мае 1901 года было отпраздновано 50-летие Самарской епархии. На юбилей прибыл митрополит Московский и Коломенский Владимир (Богоявленский): 14 мая он служил литургию в кафедральном соборе.
Летом 1904 года собор посетил император Николай II. После проведённого в Самаре смотра войск он на открытой пролётке отправился в собор, где его встречало местное духовенство во главе с архиепископом Константином, преподнёсшим императору несколько икон в память о посещении Самары, после чего был совершён молебен. Император отозвался о соборе: «Храм у вас хорош. Я им любовался из окна вагона».
В 1910 году в Самару был переведён 5-й гусарский Александрийский полк. До обустройства полковых казарм на окраине города и строительства полковой церкви полку временно был отведён нижний храм кафедрального собора для использования в качестве полкового храма. Этот же храм был отведён и сформированному в 1910 году 189-му пехотному Измаильскому полку, также не имевшему своего церковного здания. Впрочем, по ряду сведений, нижний храм и ранее считался военной церковью, ещё 22 января 1906 года в местной прессе сообщалось, что в военной церкви внизу кафедрального собора поёт духовный хор Д. М. Корнева.
В 1913 году в усыпальнице нижнего храма собора был погребён второй самарский епископ — преосвященный Симеон.

## При советской власти
14 января 1918 года в соборе была отслужена панихида по погибшим от самосуда членам Учредительного собрания А. И. Шингарёве и Ф. Ф. Кокошкине, также служилась панихида по жертвам январского советского нападения на Александро-Невскую лавру. 22 января 1918 года в соборе состоялось общегородское собрание духовенства и приходских советов, постановившее установить в городе трёхдневный пост (с 25 по 27 января), с общей исповедью и причастием, на 28 января было решено устроить всенародный крестный ход.
Весной 1918 года на основании декрета об отделении церкви от государства здание и всё находящееся в нём имущество стало «народным достоянием». Из церковного управления изымались и капиталы: из Воскресенского и Казанского соборов Самары было изъято в общей сложности 58 273 рубля. 8 июня 1918 года Самара была занята отрядами чехословацкого легиона, власть временно перешла к комитету членов Учредительного собрания (Комучу). По этому случаю епископ Михаил отслужил в соборе благодарственный молебен, благословив создание Народной армии.
В январе 1919 года из собора были изъяты метрические книги, а также капиталы в процентных бумагах и сберегательных книжках — 22 665 рублей.
В 1922 году в рамках исполнения декрета «Об изъятии церковных ценностей в пользу голодающих» из кафедрального собора было изъято различного церковного имущества на 2 пуда 7 фунтов 3 золотника 82 доли (по данным А. Г. Подмарицына, 4 пуда 31 фунт 37 золотников 27 долей, включая серебряное облачение главного престола — уникальное для Самары). В изъятые ценности вошли и серебряные молоток и лопатка, с помощью которых Александр II и Александр III закладывали камни в стену храма, два венца, серебряный, вызолоченный, с эмалью и рельефными изображениями оклад с Евангелия, два серебряных креста, серебряные сосуды, дискосы, звездицы, блюдо, серебряные дикирий и трикирий, лампады, цепочки, панагии, серебряный архиерейский посох и прочее. Изымались в том числе предметы, имевшие богослужебное назначение (чаши, дискосы, напрестольные кресты), в связи с этим 10 марта 1922 года в комиссию по изъятию церковных ценностей обратились настоятель и церковный староста собора с просьбой заменить конфискованные из храма сосуды на ризу с иконы Богоматери. Это прошение удовлетворили, а в просьбе возвратить венцы и чашу было отказано, несмотря на предложение заменить их серебром, собранным прихожанами.
1 сентября 1924 года Соборная площадь была переименована в Коммунальную.
В ходе обновленческого раскола кафедральный собор стал одним из трёх самарских храмов, оказавшихся под управлением обновленческого протоиерея. По воспоминаниям современников, в это время даже на большие праздники в соборе практически не было богомольцев, православные верующие посещали другие храмы города. Сохранявшийся контроль обновленцев над собором привёл к тому, что в 1928 году епископ Александр перенёс свою кафедру в старейший храм Самары — Спасо-Преображенскую церковь, лишив Воскресенский храм соборного статуса.
Немногим больше, чем через год, начался процесс закрытия собора. Сначала 20 декабря 1929 года состоялось собрание рабочих и служащих строительного двора «Промстрой», на котором собравшиеся, в количестве 110 человек, потребовали передать здание собора под клуб строителей. Сохранились листки с второпях написанными фамилиями рабочих. На следующий день состоялось аналогичное собрание на алебастровом заводе. Здесь сбор подписей был более организованным: были подготовлены маленькие листочки бумаги, которые раздали рабочим, каждый из которых, как предполагают историки, под диктовку (так как текст практически совпадает) написал, что он даёт «подписку об отобрании кафедрального собора под клуб Союза строителей», в чём и «подписуется».
Пленум президиума горсовета 2 января 1930 года постановил: «Кафедральный собор передать Союзу строительных рабочих для переоборудования под Дом Культуры Союза строителей». Оставшееся имущество кафедрального собора было перевезено в переданный обновленческой общине «Живая церковь» Покровский храм. 7 января 1930 года краевым отделом Союза строительных рабочих была создана комиссия из семи человек по руководству составлением проекта переоборудования здания под клуб. 15 января комиссия заключила договор с группой инженеров и техников, возглавляемых архитектором П. А. Щербачёвым, сыном последнего архитектора собора Александра Щербачёва, о составлении эскизного проекта преобразования собора под клуб Союза строителей.
25 января 1930 года собор перешёл в арендное пользование крайотделу Союза строительных рабочих, став именоваться «Дворцом культуры». Арендатор был обязан за «свой счёт переоборудовать и видоизменить колокольню, всякие церковные украшения и фигуры, отражающие религиозную обрядность, и произвести внутреннее оборудование под передаваемую цель и закончить это к 1 октября 1930 года». С 6 февраля начались работы по снятию колоколов и крестов, которые потом долго попросту валялись на присоборной площади, смущая православных горожан, так что пришлось обращаться в Госфонд, с просьбой скорее прислать своего представителя, который принимал бы кресты сразу после снятия.
Колокольня являлась самой высокой точкой данного района города, поэтому трест коммунальных предприятий Самары предложил установить в ней бак-расширитель для теплофицируемых участков города. Союз строителей возражал, указывая, что есть предписание оставить колокольню без внутренних изменений как наивысший астрономический пункт, кроме того, массив колокольни у главного купола дал трещину под давлением висевших колоколов, что не позволяло нагружать колокольню.
Споры окончились 22 марта 1930 года, когда в Москве клубно-строительная комиссия при социально-бытовом секторе ЦК сочла проект преобразования здания собора под клуб непригодным, предложив его использовать под склад или архив. 18 апреля 1930 года в Самаре во Дворце труда состоялось итоговое совещание комиссии по рассмотрению проекта переоборудования собора под клуб, в ходе которого П. А. Щербачёв снова пытался отстоять идею перестройки собора в клуб, но безуспешно.

### Разрушение собора
7 мая 1930 года горисполком принял решение: 

«Учитывая, что приспособление здания бывшего кафедрального собора под культурные постройки требует огромных средств и что даже при больших затратах невозможно переоборудовать это здание под культурное учреждение, отвечающее всем требованиям, и исходя из необходимости быстрого форсирования строительства нового Дома культуры, президиум горсовета постановил:

1. Здание бывшего кафедрального собора разобрать. 

2. На месте бывшего собора приступить к строительству нового Дома культуры.

3. Объявить конкурс на составление проекта нового Дома культуры».
— Бичуров, 2010, с. 40
«Волжпромстрою» было поручено начать разборку собора на кирпичи, «необходимые для строительства новых объектов». Контролировал работы по разрушению храма М. М. Хатаевич, возглавлявший Средневолжскую краевую партийную организацию. Планировалось, что разрушение собора обойдётся в 200 тысяч рублей. В июне 1930 года начался процесс разборки. Перед началом работ ценные дубовые и сосновые двери, заправленные в железный оклад, были сняты с петель и увезены на склад, однако несколько дверей оказалось брошенными возле собора, на них падали битые кирпичи, различный строительный мусор. Об этом факте написала газета «Средневолжская коммуна», только после такой критики двери были подняты и увезены.
Кладка была прочной, даже при ручной разборке кирками и ломами кирпич с трудом удавалось сохранять целым. Груды половин кирпичей заполнили площадь, в дальнейшем они использовались на «неответственные сооружения» — строительство погребов, фундамента здания радиостанции, печей жилых домов. Доклады о количестве полученного за день кирпича следовали ежедневно, по ним выходило, что ручная разборка идёт очень медленно. К тому же работы были недостаточно организованы, среди рабочих была большая текучесть, расчёт с ними постоянно задерживался, десятники предоставляли в бухгалтерию неграмотные бумаги, чем создавали путаницу и неразбериху. Добыча кирпича составляла лишь 8-10 тысяч кирпичей в сутки.
В результате собор было решено взрывать. Чтобы обезопасить близлежащие здания: Дом Красной Армии, здание радиостанции, временные сооружения Дома промышленности, а также получить большее количество целого кирпича и обеспечить своевременную уборку материалов с площади, было решено взрывать его частями. Взрывы проводились по ночам, при свете электрических фонарей.
Однако организовать эффективные взрывные работы удалось не сразу. Сохранилось письмо руководства стройконторы № 2 «Волжпромстроя» от 4 августа 1930 года в ГПУ: «Сообщаю, что взрыв кафедрального собора идёт преступно слабо. Произведено несколько взрывов, и все безрезультатно, лишь лишнее дробление кирпича. Последний взрыв даже не производился, несмотря на то, что были вызваны 25 человек для оцепления, милиция, задержано трамвайное движение и другие мероприятия. В момент взрыва выяснилось, что ничего не готово. Техники Взрывсельпрома Петров и Беляев во время зарядки сами не присутствовали, и рабочие готовились к взрыву без надзора. Петров пришёл к моменту взрыва в 2 часа утра, и выяснилось, что все не подготовлено. Такое халатное отношение к работе привело к тому, что слухи по городу распространялись самые нелепые, и к тому же срочные постройки, которые снабжаются кирпичами собора, в данное время вынуждены приостановиться». Не удавалось организовать и эффективную расчистку последствий взрывов. Вся площадь была завалена строительным ломом, мешавшим дальнейшим работам по разрушению собора. Завалы доходили даже до Некрасовского спуска Самары. Для вывоза не хватало транспорта, подвод и лошадей, некому было производить рассортировку. К работам привлекались даже случайные организации, получившие право использовать строительный лом для своих нужд, однако всё равно разборка собора, по словам руководства, «шла преступно медленно».
Для ускорения процесса 10 апреля 1931 года тресту «Волжпромстрой» было отдано распоряжение построить завод теплобетонных камней прямо на площади рядом с разбираемым собором. Предполагалось, что завод будет выпускать из строительного лома до 32 тысяч кирпичей в сутки, на практике в сентябре 1931 года в среднем производилось 25 тысяч кирпичей в сутки, причём первые дни после очередного взрыва производство возрастало до 46 тысяч штук. В целом разрушение собора пошло быстрее, к октябрю уже приступили к разборке нижнего храма и усыпальницы епископов.
Кроме кирпича также добывался цокольный камень — плитняк, который шёл на кладку нижних этажей внутренних стен вместо кирпича, на кладку стен холодных построек в виде прокладных рядов и на кладку цоколя. Кирпичный половняк шёл на фундамент детских яслей, учебного комбината и т. д. Использовались также части изразцов, куски мрамора, железный лом — всё шло в дело, так как качество материалов, из которых строился собор, было отличным. Особые указания были даны по поводу сбережения оцинкованного железа, которым был покрыт храм: тяжёлые части разбираемого здания, падая с большой высоты, разрушали все на своём пути, в том числе и такой ценный материал.
11 апреля 1931 года на конференции строителей Гартман, начальник стройконторы № 2 «Волжпромстроя», занимавшейся разбором собора, сообщил: «В самое горячее время в июле 1930 года мы совершенно не имели кирпича. Но нас в прошлом году спасали эти церкви, которые мы разбирали, заборы и так далее. Например, из старого кирпича мы процентов на 80 выполнили нашу производственную программу. Таким образом мы выстроили затон, педвуз, комвуз и ряд других зданий» — помимо собора разбирались также храмы женского и мужского монастырей.
2 июня 1931 года на площади была установлена камнедробилка, в которой крупные каменные остатки перемалывались в щебень для производства теплобетонных камней. Оставшийся строительный лом вывозился под Вилоновский спуск, им засыпался овраг рядом с Красноармейской площадью, под откос с западной стороны тубдиспансера. Использовался лом и для строительства фундаментной плиты под будущий дом культуры.
11 марта 1932 года «Горстрой» принял на себя обязательство: «Построить на площадях Коммунальной,
Вокзальной и Революции три общественные уборные, каждая объёмом в 352 м³». На их постройку также шли остатки кафедрального собора.
К середине 1932 года собор был окончательно разрушен. Но на складах Самары ещё и в начале 1933 года имелись: «камень теплобетонный, половняк, кирпичи (бывшие в употреблении), изразцы (бой), битый мрамор, железо (лом), двери (бывшие в употреблении)» — всё, что осталось от кафедрального собора.
Итоговые затраты на разборку храма значительно превысили смету и составили более 260 тысяч рублей.

### Площадь Куйбышева
Ещё до окончания разрушения собора, 3 ноября 1931 года Средневолжский крайисполком принял решение о строительстве на его месте дворца культуры. Рассматривалось несколько проектов, в том числе и П. А. Щербачёва, но утверждён был проект архитекторов Ноя Троцкого и Николая Каценеленбогена.
17 марта 1935 года горсовет принял решение о перепланировке центральной площади и о возведении на ней памятника В. В. Куйбышеву, в честь которого были переименованы как площадь, так и весь город. Реконструкция кварталов вокруг площади заняла несколько лет, окончившись в 1938 году. 5 ноября 1938 года на месте собора был открыт памятник В. В. Куйбышеву работы М. Г. Манизера, а в конце декабря были открыты весь комплекс площади и дворец культуры, несколько смещённый от Волги относительно прежнего расположения собора.

## Архитектура и убранство храма
| Схема западного фасада собора | Южный фасад, план храма и план крыши и куполов | Восточный фасад и продольный разрез |

### Внешний облик
Храм, рассчитанный на 2500 человек, был построен в неовизантийском стиле. Храм стал первым опытом строительства в подобном стиле в центральных губерниях Российской империи.
По поводу формы храма высказываются различные мнения. Ряд источников считает его округлым, с одной большой главой и 12 малыми главками. Некоторые называют его кубовидным, пятиглавым с шестью малыми главками. Наконец, третьи полагают его октогональным. Сложность в определении формы связана тем, что постройка являлась сочетанием четырёхстолпного храма и октагона, характерного для византийской архитектуры: купол храма покоился на 8 опорах, образованных делением четырёх пилонов арками. Высокая 79-метровая колокольня значительно превосходила храм по высоте, примыкая непосредственно к его основному объёму. Её завершение в виде пологого купола, покоящегося на ряде полуциркульных арок, позднее неоднократно воспроизводилось в других колокольнях. Традиционная трапезная отсутствовала, что придавало облику храма цельность.
Храм имел черты, характерные одновременно для византийского, русского и романского стилей. Двускатные завершения фасадов относились к романскому стилю, высокий барабан в центре здания характерен для византийской архитектуры, но увенчан он был русским шлемовидным куполом. Аналогичные, но меньшие барабаны были установлены над скругленными в плане компартиментами между рукавами креста. К «романо-византийским» элементам собора принадлежали сдвоенные и строенные полуциркульные окна, аркатурно-колончатые пояса, ползучие арочки. Сложность объёмов, обилие декоративных кирпичных элементов, пирамидальность объёма — также характерные элементы византийского стиля. К «русским» относились щипцы, колонки с муфтами, заимствования из народного деревянного зодчества в отделке карнизов. Высокая колокольня над входом также типична для русских храмов «кораблём».
Основной объём собора был окружён крытой галереей-гульбищем в половину его высоты, храм стал одним из первых в XIX веке, при проектировании которых вновь использовался подобный приём строительства. Галерея была увенчана семью малыми главками, усиливавшими эффект ступенчатости силуэта собора.
В ходе строительства проект несколько изменялся. Так, в начале 1890-х годов Щербачёв выполнил перерасчёт барабана главного купола.

#### Влияние
Некоторые авторы считают проект Воскресенского собора основоположником типологического ряда пятиглавых храмов с высокой колокольней, сближавших «византийский стиль» с «русским», указывают также на целый ряд культовых сооружений, прототипом для которых послужил проект Жибера, в том числе современных.
Существует мнение, что по аналогичным проектам были выстроены храмы в Ревеле и Новочеркасске, впрочем, не все согласны с этим.

#### Мнения об облике
О внешнем облике собора и его месте в архитектонике города высказывались разные, порой противоположные мнения. Советский краевед и архитектор Е. Ф. Гурьянов в своей книге приводил цитату писателя графа Е. А. де Салиаса с весьма негативным отзывом о соборе: «Видел я на выровненной площади церковь, какой никогда не видел ещё, потому что никогда не видел православного храма в турецком или персидском вкусе. Помню что-то в высшей степени уродливое, коричневое, цвета мухомора, да и то по очертанию что-то вроде грибов вместо куполов… Этот храм… останется потомству самым верным образчиком той эпохи кнута и вина, в которую его состряпали на ужас эстетического чувства». Гурьянов вторил Салиасу, противопоставляя собору построенный позднее на его месте «монументальный образ начала социалистической культуры» — здание дворца культуры. С тех пор цитата часто приводится как пример критики архитектуры собора, попав даже в научные работы, однако путевой очерк «Волга», откуда происходит приведённая цитата, был написан Е. А. де Салиасом ещё в 1870 году, когда только был окончен фундамент Воскресенского собора и началась кладка стен, купола появились лишь более десяти лет спустя, и высказывание писателя, вероятно, относится к Вознесенскому собору Самары.
Другие современники писали о внушительном впечатлении, производимом собором. Географ и путешественник А. П. Нечаев в 1904 году писал: «Из… городских сооружений наибольшее внимание привлекает собор, построенный в византийском стиле, и довольно красивое здание театра». Писатель-путешественник Е. Л. Марков отмечал яркость и живописность вида, образуемого собором, Иверским монастырём, Струковским садом и Жигулёвским пивзаводом.
Самарский старожил, художник Ю. Н. Малиев оставил красочное описание внешнего облика храма: «Церковь венчалась двенадцатью главами, окрашенными в цвет июльского неба. На центральном купольном своде и четырёх главах сияли восьмиконечные золотые кресты. В собор вели пять высоких крылец по два с восточной и западной стороны и одно с севера. Подъём на них шёл по каменным широким лестницам в двадцать ступеней каждая».
Ещё одно примечательное воспоминание о соборе находится в мемуарах богослова Вениамина Свечникова, учившегося в Самарском духовном училище:

«… В центре города высился красивый собор, массивный, величавый, византийской архитектуры, многоглавый. Основная глава была окружена четырьмя меньшими, и кругом нижнего яруса и колокольни располагались ещё восемь главок меньшего размера. Ввысь устремлялась стройная колокольня, которая вместе с собором составляла гармоничный ансамбль… Снаружи храм был окрашен в натуральный цвет песка. Главы были покрыты голубым тоном и украшены массивными крестами из чистого золота. Далеко, далеко блестели эти кресты, подъезжаешь ли к городу с суши или с Волги. Весь в целом — снаружи и изнутри — Самарский собор представлял собой чарующий образец искусства.»— Свечников В. С. Жизнь и учеба в Самарском духовном училище сто лет назад // Современные научные исследования и инновации : электронный журнал. — 2015. — № 2. — ISSN 2223-4888.
Британец Д. М. Уоллес, который провёл в России шесть лет, в своём труде «Россия», считающемся классическим образцом западноевропейского россиеведения, упоминает и о Воскресенском соборе. Никак не описывая художественные особенности здания, которое он застал в процессе строительства, он удивлялся самому факту строительству большого собора в Самаре при наличии массы иных городских проблем, особенно связанных с состоянием улиц: после дождей — непроходимая грязь, а в сухую погоду — слепящая и удушающая пыль, за которой не видно даже противоположной стороны улицы. По его мнению, деньги можно было использовать более целесообразно, но «у русских свои представления на этот счет. Они чрезвычайно религиозны и собирают деньги на подобные нужды добровольно».

### Внутреннее убранство
Описание внутреннего убранства собора достаточно подробно было изложено в Самарских епархиальных ведомостях: 

«Иконостасы — три полных пред алтарями и стенные киоты между иконостасами — резные липовые с сосновым основанием вызолочены червонным (96 пробы) золотом. Работа тонкая и мелкая, очень изящная. Благодаря чеканке золотом иконы все вполне гармонируют с иконостасом. Престолы и жертвенники сделаны из дуба с верхними кипарисовыми досками. Стенная живопись храма произведена очень тщательно. Изображения расположены по указанию г. архитектора с соблюдением полной симметрии. Выбор и размещение изображений сделаны согласно с историческими данными, с соблюдением хронологии, вообще очень осмысленно и глубоко поучительно».— Бичуров, 2010, с. 23

#### Нижний храм
Об убранстве нижнего храма сведений сохранилось мало. Известно лишь, что в нём находилась большая икона Покрова Пресвятой Богородицы, подаренная собору Самарской ремесленной управой. Иконостас нижнего храма также был создан по проекту архитектора А. А. Щербачёва.

#### Верхний храм
Описание интерьеров верхнего храма сохранилось в брошюре П. В. Алабина «Во имя Христа Спасителя кафедральный соборный храм в г. Самаре», изданной в 1894 году по случаю освящения собора.
Запрестольная икона представляла собой копию работы Неффа «Воскресение Христово», выполненную художником, академиком А. Н. Новоскольцевым по заказу губернского земства, о чём сообщала табличка под образом «Самарское Губернское Земское Собрание, в заседании 17 Декабря 1890 года постановило: в память 25-летия существования дарованных Императором Александром II Земских учреждений, внести в Самарский Кафедральный Собор, во имя Спаса, сию запрестольную икону Воскресения Христова, как знамение воскрешения отечества нашего к новой жизни».
Перед царскими вратами горела неугасимая лампада с чеканными изображениями Покрова Пресвятой Богородицы и иконы святых Космы и Дамиана. Лампада, стоимостью 1000 рублей, была создана на средства самарского городского общества в память о спасении императорской семьи 17 октября 1888 года.
От солеи можно было видеть и прочие святыни собора, памятники различных событий в жизни России и губернии. С правой стороны находился ковчег, под которым за стеклом находились камни, заложенные императором Александром II с сыновьями. Ковчег был изготовлен в 1875 году в византийском стиле из резного морёного дуба одним из лучших петербургских мастеров по рисунку архитектора графа де Рошфора. Рядом на позолоченной доске была памятная надпись: «Эти камни собственноручно положены; первый — в Бозе почивающим ныне Царем Освободителем, Императором Александром II; второй — ныне благополучно Царствующим Государем Императором Александром Александровичем и третий — Его Императорским Высочеством, Государем Великим Князем Владимиром Александровичем. Камни эти — нетленные памятники незабвенного для города Самары события 29 Августа 1871 года». В ковчеге хранились инструменты, которыми пользовались царственные особы при закладке камней в собор: серебряные лопатка и молоток и деревянные ящик для раствора извести и шайка для воды.
Над ковчегом размещались две хоругви: одна принесена Иверским монастырём в честь тысячелетия кончины святого Мефодия (чествовавшейся в Самаре 6 апреля 1885 года), вторая была создана самарским городским обществом в память 900-летия крещения Руси.
В иконостасе и киотах, прилегающих к нему, находились различные пожертвованные верующими иконы:
- икона Божией Матери «Милостивая» или «Достойно есть». Афонской работы, в серебряном окладе и с такой же лампадой, была пожертвована самарским горожанином, французским подданным Петром Николаевичем Франшвилем;
- икона святого благоверного князя Александра Невского, пожертвована духовенством Самарской епархии в память 25-летия царствования Александра II;
- икона святого Алексия, митрополита Московского, в серебропозолоченной ризе. Была прислана митрополитом Московским Иоанникием по случаю трёхсотлетия Самары, отмечавшегося в 1866 году;
- икона святого Иоанна Рыльского. Была прислана из Софии 3-й дружиной Болгарского ополчения в благодарность за присланное городской думой Самарское знамя;
- икона святого равноапостольного великого князя Владимира, в память торжества девятисотлетней годовщины крещения Руси, принесена Самарскою городскою думою по постановлению 17 июня 1888 года, ассигновавшей на это приношение 1000 рублей;
- икона святого равноапостольного великого князя Владимира, пожертвованная храму самарским духовенством;
- икона блаженного Николая Кочанова, небесного покровителя Николая I, пожертвованная городской думой в память об императоре при известии о его смерти;
- икона святого Емельяна, небесного покровителя Е. Н. Шихобалова, почти двадцать лет посвятившего строительству собора;
- икона святой Параскевы, пожертвованная городской думой в честь 25-летия бракосочетания Александра III и Марии Фёдоровны;
- икона святых Кирилла и Мефодия, в память о тысячелетии кончины святого Мефодия, принесённая городской думой 6 апреля 1885 года;
- икона святой Марии Магдалины, в раме, вышитой бисером, и ризе, вышитой золотом. Пожертвована самарским комитетом общества «Красный крест» в память о спасении императорской семьи 17 октября 1888 года.

Кроме указанных пожертвованных икон имелись и другие храмовые святыни, принесённые в память различных событий. Так, Самарское губернское земское собрание в память о 25-летии бракосочетания Александра III и Марии Фёдоровны пожертвовало драгоценные брачные венцы, серебряные, с позолотой и эмалью, изготовленные в московской мастерской А. М. Постникова и обошедшиеся в 1200 рублей.
Особое место отводилось Евангелию, пожертвованному Самарской городской думой в память об известном
писателе И. С. Аксакове, «посвятившем всю свою жизнь делу единения и братства с отечеством
нашим племён мира славянского».
Также к соборным памятникам относили колокол, пожертвованный Д. В. Кириловым в память о спасении императорской семьи, и даже обустроенный вокруг собора сад, площадью 35 тысяч квадратных саженей, заложенный в честь совершеннолетия цесаревича Николая Александровича 6 мая 1884 года.

## Память
В настоящее время высказываются предложения восстановить храм на прежнем месте, переименовать площадь Куйбышева снова в Соборную, однако поддержки официальных властей эти предложения не находят.

## Комментарии
1. ↑  Samara is a new town, a child of the last century. At the time of my first visit, now thirty years ago, it recalled by its unfinished appearance the new towns of America. Many of the houses were of wood. The streets were still in such a primitive condition that after rain they were almost impassable from mud, and in dry, gusty weather they generated thick clouds of blinding, suffocating dust. Before I had been many days in the place I witnessed a dust-hurricane, during which it was impossible at certain moments to see from my window the houses on the other side of the street. Amidst such primitive surroundings the colossal new church seemed a little out of keeping, and it occurred to my practical British mind that some of the money expended on its construction might have been more profitably employed. But the Russians have their own ideas of the fitness of things. Religious after their own fashion, they subscribe money liberally for ecclesiastical purposes—especially for the building and decoration of their churches. Besides this, the Government considers that every chief town of a province should possess a cathedral[59].